# S Voice
S Voice era un software di assistenza personale intelligente sviluppato da Samsung e presentato con il lancio dello smartphone Galaxy S3 il 3 maggio 2012. Inizialmente basato sull'assistente vocale di Vlingo, passò ad appoggiarsi sulle tecnologie di Nuance (dopo che quest'ultima acquisì la stessa Vlingo).
S Voice era disponibile in inglese (britannico e statunitense), italiano, tedesco, francese, spagnolo (castigliano e americano), coreano, portoghese, russo e cinese.
A partire dai Galaxy S8 e S8+, Bixby viene annunciato come un importante aggiornamento in sostituzione di S Voice dei telefoni precedenti.
A partire dal primo giugno 2020, il software è stato dismesso.

## Funzioni principali
Questo software consente di impartire ordini vocali allo smartphone velocizzando così alcune operazioni. Ecco alcune funzioni:
- Chiamata vocale: "Chiama (nome contatto)"
- SMS: "SMS (nome del contatto) messaggio (testo del messaggio)"
- Cerca Contatti:  "Cerca (nome del contatto)
- Nota: "Nota (testo della nota)"
- Pianifica eventi: "Nuovo evento (nome dell'evento) (data dell'evento) alle (ora dell' evento)"
- Attività: "Nuova attività (nome dell' evento)"
- Musica: "Riproduci (nome del brano oppure il nome della playlist)
- Cerca: "Cerca (nome dell'attività da cercare)
- Avvia applicazione: "Avvia (nome dell'applicazione)"
- Imposta sveglia: "Imposta sveglia (ora della sveglia) (data della sveglia)"
- Imposta timer: "Imposta timer (ora del timer)"
- Impostazioni rapide
- Navigatore:  "Naviga fino a (nome della destinazione)" oppure più semplicemente  "Portami a (nome della destinazione)"
- Meteo

## Dispositivi compatibili

### Smartphone e tablet

#### Galaxy A
- Samsung Galaxy A3 (2015, 2016 e 2017)
- Samsung Galaxy A5 (2015, 2016 e 2017)
- Samsung Galaxy A7 (2015, 2016 e 2017)
- Samsung Galaxy A8 (2015, 2016 e 2018)
- Samsung Galaxy A9 (2016) (incluso l'A9 Pro)

#### Galaxy S
- Samsung Galaxy S II (incluso S II Plus)
- Samsung Galaxy S III (inclusi S III Mini e S III Neo)
- Samsung Galaxy S4 (inclusi S4 Active e S4 Mini)
- Samsung Galaxy S5 (inclusi S5 Active, S5 Mini e S5 Neo)
- Samsung Galaxy S6 (inclusi S6 Edge e S6 Edge+)
- Samsung Galaxy S7 (inclusi S7 Edge e S7 Active)

#### Galaxy Note
- Samsung Galaxy Note
- Samsung Galaxy Note II
- Samsung Galaxy Note 3
- Samsung Galaxy Note 4
- Samsung Galaxy Note Edge
- Samsung Galaxy Note 5
- Samsung Galaxy Note FE
- Samsung Galaxy Note 8.0
- Samsung Galaxy Note 10.1